# Alex Trebek
George Alexander Trebek (født 22. juli 1940, død 8. november 2020) var canadisk-amerikansk tv-vært. Han var vært på det verdenskendte quizprogram Jeopardy! siden det blev genoptaget i 1983, og var vært på en masse andre tv-programmer, såsom The Wizard of Odds, Double Dare, High Rollers, Battlestars, Classic Concentration, og To Tell the Truth. Trebek havde kontrakt som vært på Jeopardy! indtil 2022.
Trebek optrådte  i adskillige tv-serier, som regel som sig selv. Han blev født i Canada, men blev amerikansk statsborger i 1998.

## Helbred
Den 6. marts 2019 annoncerede han, at han var blevet diagnosticeret med stadie 4 bugspytkirtelkræft.